# 윤창기
윤창기(1982년 5월 6일 ~ )은 대한민국의 기자이다.

## 학력
- 한국외국어대학교 외국어학과 졸업
- 부산중앙고등학교 졸업

## 경력
- 2009년 ~ 2010년 : 진주 MBC 아나운서
- 2011년 : TJB대전방송 아나운서
- 2012년 : TV조선 기자

## 가족 관계
- 배우자: 이재연
- 자녀: 없음
- 가족: 부모님, 남동생

## 진행 프로그램
- TV조선 뉴스 10
- TV조선 뉴스 (2017년 7월 9일 ~ 2019년 10월 27일)